# Albert Nicholas

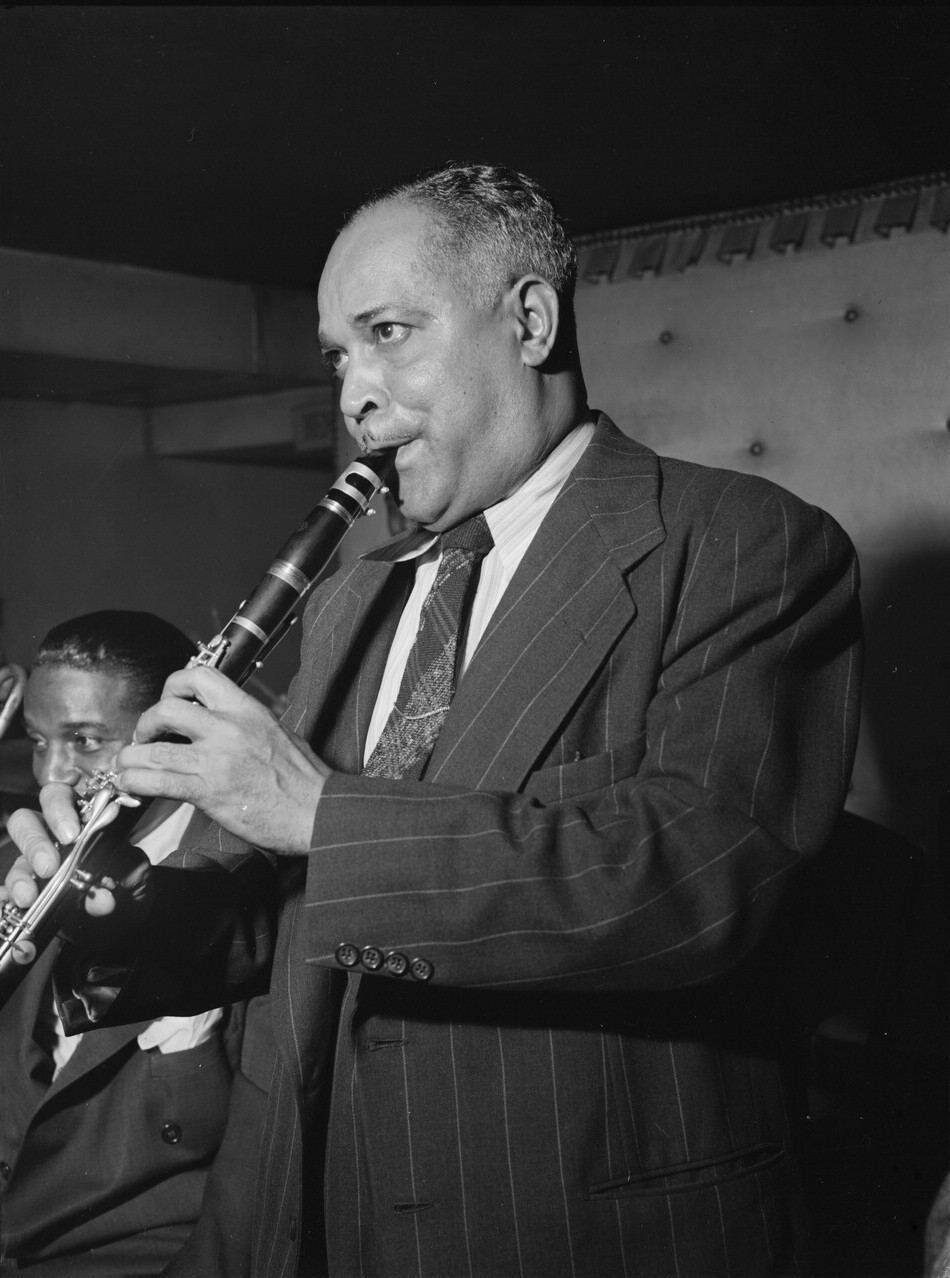
Albert Nicholas, Jimmy Ryan’s (Club), New York, ca. März 1947. Bild: William P. Gottlieb

Albert Nicholas (* 27. Mai 1900 New Orleans; † 3. September 1973 in Basel, Schweiz) war ein US-amerikanischer Jazz-Klarinettist (auch Saxophonist) des New Orleans Jazz und Bandleader.

## Leben

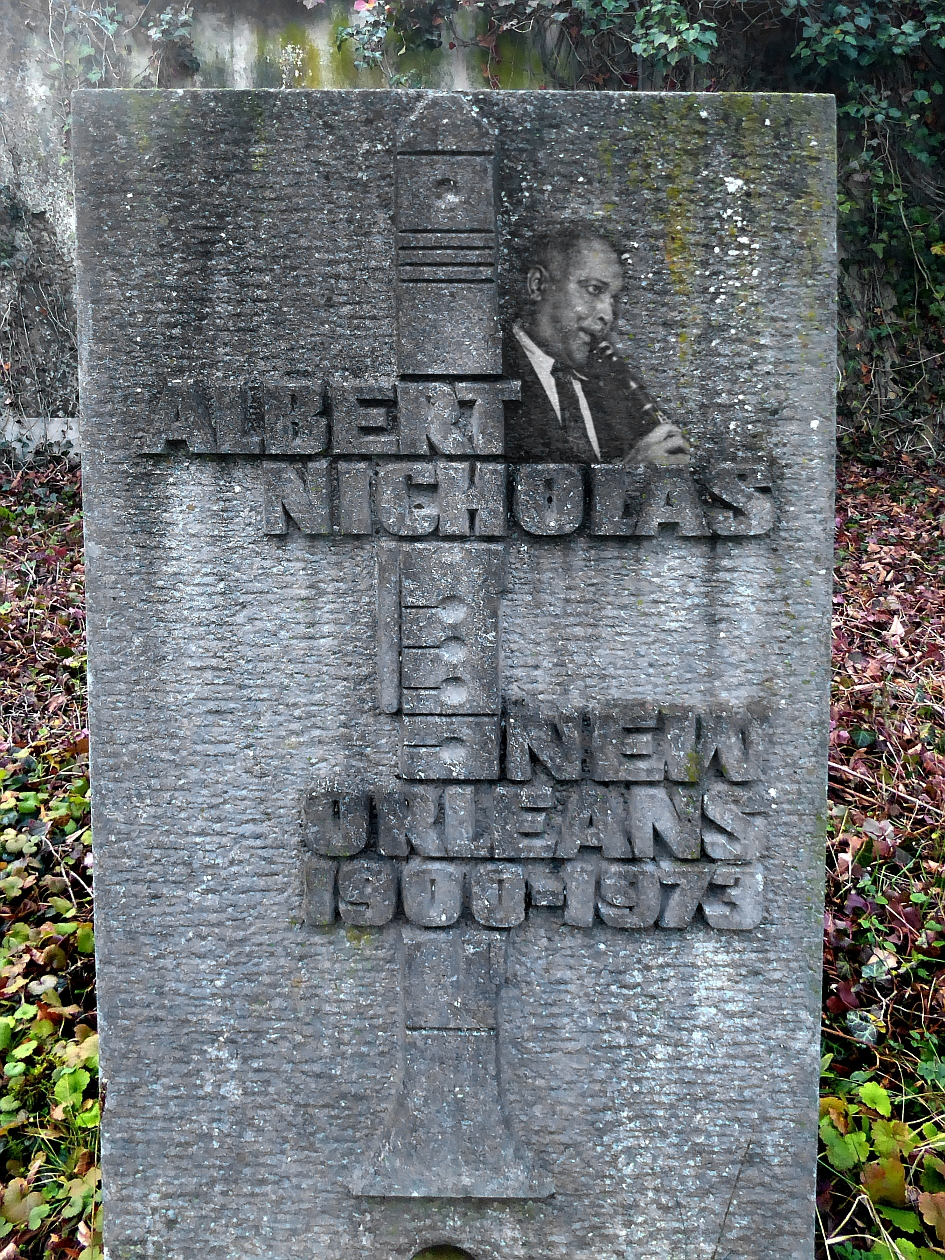
Ehrengrab auf dem Friedhof am Hörnli, Riehen, Basel-Stadt

Nicholas war ein Neffe von Wooden Joe Nicholas, der ihm früh eine Klarinette schenkte und bei dem er in die Lehre ging, gefolgt von dem Klarinettisten Lorenzo Tio. Er spielte in jungen Jahren bei King Oliver, Buddy Petit und Manuel Perez.
Im Ersten Weltkrieg war er Nicholas von 1917 bis 1919 bei der Handelsmarine (wie auch Zutty Singleton) und gründete bei Rückkehr nach New Orleans seine eigene Band, in der Barney Bigard und Luis Russell spielten. 1924 ging er zu King Oliver (und seinen „Dixie Syncopators“) nach Chicago. 1926 verließ er ihn und vagabundierte um die Welt. Er spielte u. a. in Shanghai, Kairo („Guido Curti´s Band“) und Alexandria („Benedetti´s Six Crackerjacks“).
1928 war er nach Zwischenstopp in Paris wieder in den USA und spielte bis 1933 im Luis Russell-Orchester, wie auch wieder 1937 bis 1939, als dieses das Louis-Armstrong-Orchester bildete. Zwischendurch arbeitete er bei Sam Wooding, Bernard Addison und Chick Webb. Er nahm danach mit Jelly Roll Morton auf (1939) und spielte mit Zutty Singleton und John Kirby.
Während des Zweiten Weltkriegs war er gezwungen, seinen Lebensunterhalt als Aufseher bei der New Yorker U-Bahn zu verdienen, bevor er im „Dixieland-Revival“ nach Ende des Krieges wieder Arbeit fand (1945 mit Art Hodes, mit Bunk Johnson und Kid Ory). 1953 folgte er dem Vorbild von Sidney Bechet und ging nach Paris, von wo aus er als Starsolist mit den Bands von Claude Luter und André Reweliotty sowie der Dutch Swing College Band durch Europa tourte. Mitte der 1960er und Anfang der 1970er Jahre spielte Nicholas in Hamburg mehrfach mit den Abbi Hübners „Low Down Wizards“ zusammen. 1969 hatte er einen Auftritt bei der „Jazz Expo“ in London und ließ sich in Basel nieder, wo er mit Oscar Klein spielte, aber auch mit Bob Carter, Barry Martyn und mit den Harlem Ramblers, mit denen er u. a. 1971 einen viel beachteten Auftritt beim Zürcher Jazz Festival hatte. 1972 eröffnete er mit den „Red Hot Pods“ das Jazzland in Wien und spielte auf dem Montreux Jazz Festival.

## Musikalische Beurteilung
Der Musikjournalist Martin Kunzler beschrieb ihn als „virtuosesten aller kreolischen New Orleans-Klarinettisten. In seinem eleganten, poetischen Spiel verband er Einflüsse der ersten und der zweiten Generation [...] mit eigenen Elementen.“

## Trivia
In dem deutschen Schlagerfilm Die große Chance hat Nicholas einen Gastauftritt.

## Plattenveröffentlichungen

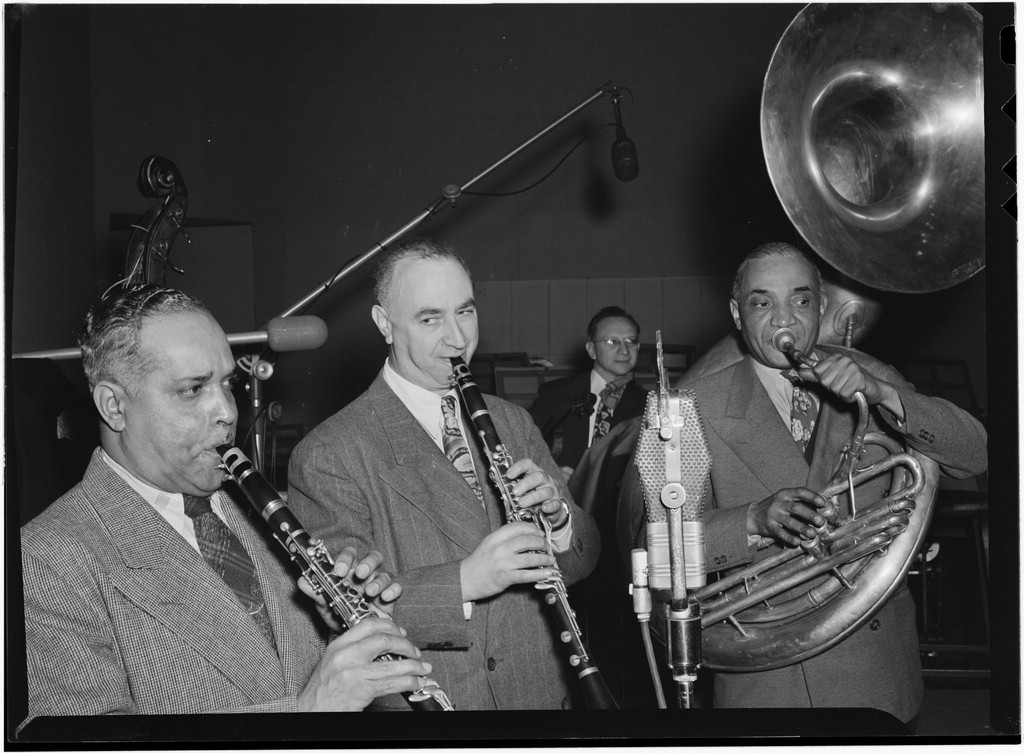
Mezz Mezzrow, Albert Nicholas und Sy Sinclair, New York City, ca. Januar 1947. Foto: Bill Gottlieb

- Albert Nicholas-Mezz Mezzrow (Jazztone, 1953), mit Andre Reweliotty Orchestra, Claude Luter
- The New Orleans-Chicago Connection (Delmark, 1959). mit Art Hodes, Earl Murphy, Freddie Kohlman
- Albert's Back in Town (Delmark Records, 1964), mit Art Hodes, Nappy Trottier, Floyd O’Brien, Marty Grosz
- With Alan Elsdon's Band, Vol. 1 (Jazzology, 1967)
- Kornhaus Theater, Baden 1969 (Sackville), mit Henri Chaix, Alain du Boi, Romano Cavicchiolo
- A Tribute to Jelly Roll Morton (Storyville Records, 1970)
- Albert's Blues (Supraphon, 1973), mit The Traditional Jazz Studio